# Чечеровский
Чечеровский — хутор в Алексеевском районе Волгоградской области России. Входит в Ларинское сельское поселение.

Хуторе находится начальная школа. Дороги грунтовые.

## История
По состоянию на 1918 год хутор входил в Алексеевский юрт Хопёрского округа Области Войска Донского.